# Rebelution
Rebelution – czwarta płyta amerykańskiego piosenkarza Pitbulla wydana 28 sierpnia 2009. Producentami byli m.in. Jim Jonsin i Dr. Luke. Płytę promowały single I Know You Want Me (Calle Ocho) i Hotel Room Service. W pierwszym tygodniu sprzedaży album sprzedał się w 41 000 kopii, a w kwietniu 2012 osiągnął nakład 249 000 w Stanach Zjednoczonych.

## Lista utworów
1. "Triumph" (featuring Avery Storm) - 3:19
2. "Shut It Down" (featuring Akon) - 3:46
3. "I Know You Want Me (Calle Ocho)" - 3:57
4. "Girls" (featuring Ke$ha) - 3:06
5. "Full of Shit" (featuring Nayer & Bass III Euro) - 3:53
6. "Dope Ball" (Interlude) - 1:40
7. "Can't Stop Me Now" (featuring The New Royales) - 3:14
8. "Hotel Room Service" - 3:57
9. "Juice Box" - 3:04
10. "Call of the Wild" - 3:11
11. "Krazy" (featuring Lil Jon) - 3:48
12. "Give Them What They Ask For" - 2:56
13. "Across the World" (featuring B.o.B) - 3:48
14. "Daddy's Little Girl" (featuring Slim) - 3:44

## Notowanie[potrzebnyprzypis]
| Lista (2009)                    | Najwyższa pozycja |
| ------------------------------- | ----------------- |
| Argentinian Albums Chart        | 5                 |
| Australian Albums Chart         | 1                 |
| Austrian Albums Chart           | 19                |
| Belgian Albums Chart (Flanders) | 2                 |
| Belgian Albums Chart (Wallonia) | 4                 |
| Canadian Albums Chart           | 2                 |
| Dutch Albums Chart              | 1                 |
| French Albums Chart             | 1                 |
| German Albums Chart             | 34                |
| Irish Albums Chart              | 7                 |
| Italian Albums Chart            | 5                 |
| Mexican Albums Chart            | 5                 |
| Polish Albums Charts            | 45                |
| Spanish Albums Chart            | 9                 |
| Swiss Albums Chart              | 7                 |
| UK R&B Chart                    | 1                 |
| U.S. Billboard 200              | 2                 |